# Triptila
Triptila là một chi bướm đêm thuộc họ Geometridae.